# Ironton (Missouri)
Ironton – miasto w Stanach Zjednoczonych, w stanie Missouri, siedziba administracyjna hrabstwa Iron.